# 五岐樹鬚魚
五岐樹鬚魚為輻鰭魚綱鮟鱇目棘茄魚亞目鬚角鮟鱇科的其中一種，發現於中東太平洋的巴拿馬海域，屬深海魚類，棲息深度915公尺，屬肉食性，雄魚寄生在雌魚身上。

## 擴展閱讀
維基物種上的相關：五岐樹鬚魚